# Al St. John
Al St. John, né le 10 septembre 1893 à Santa Ana (Californie) et mort le 21 janvier 1963 à Lyons (Géorgie), est un acteur, réalisateur, scénariste et cascadeur américain.

## Biographie
Il était le neveu de Roscoe Arbuckle (Fatty). Avant d'être en vedette, il tient des petits rôles dans des films avec Charlie Chaplin et surtout avec Roscoe Arbuckle et Buster Keaton. Puis il rejoint la Fox Film, où il tient la vedette (en France sous le nom de Picratt) dans de nombreux films (notamment dans la série des Sunshine Comedies). À l'arrivée du cinéma sonore, il retourne à des seconds rôles.

## Filmographie

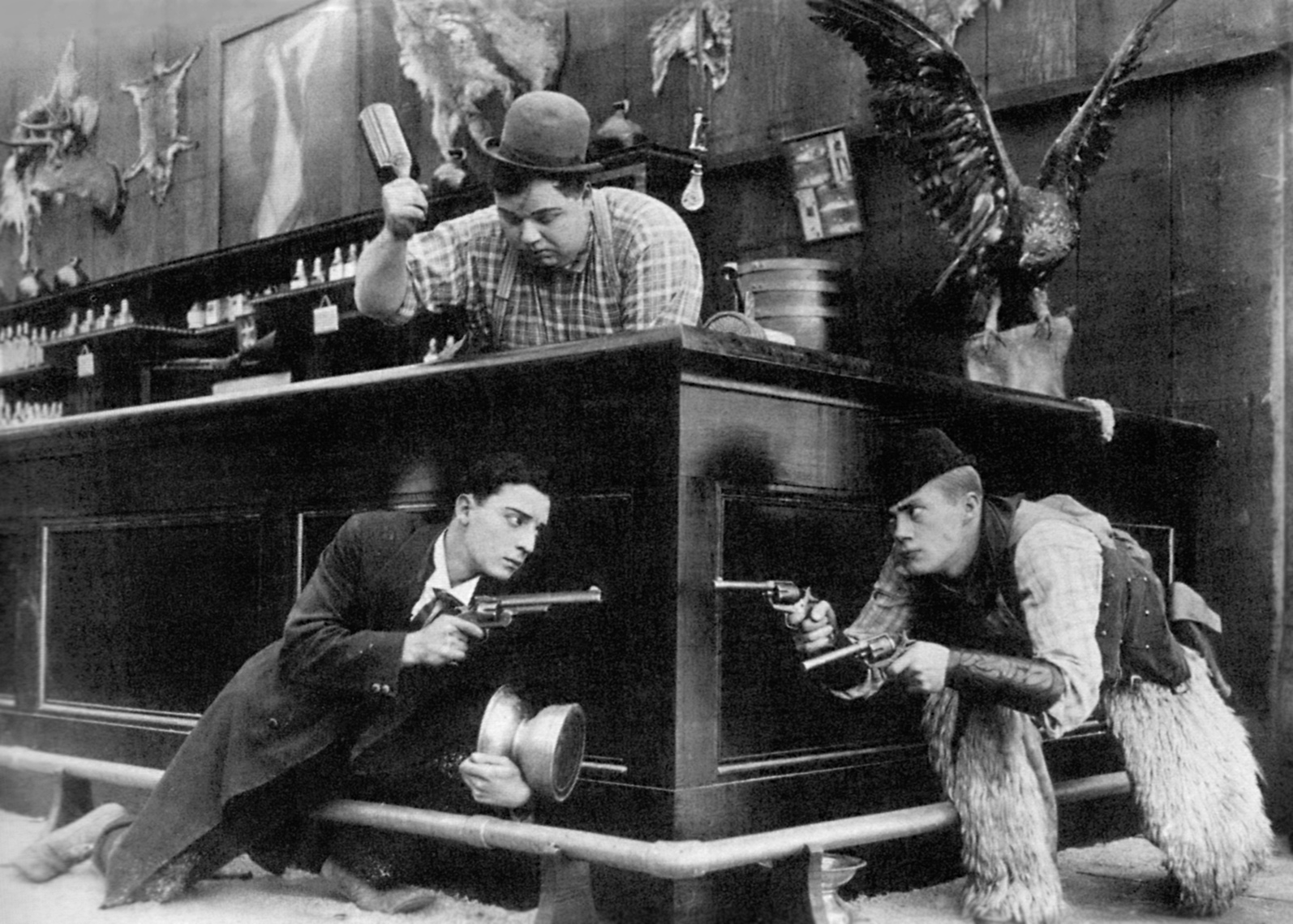
Al St. John (à droite) avec Buster Keaton et Roscoe « Fatty » Arbuckle dans Fatty bistro.

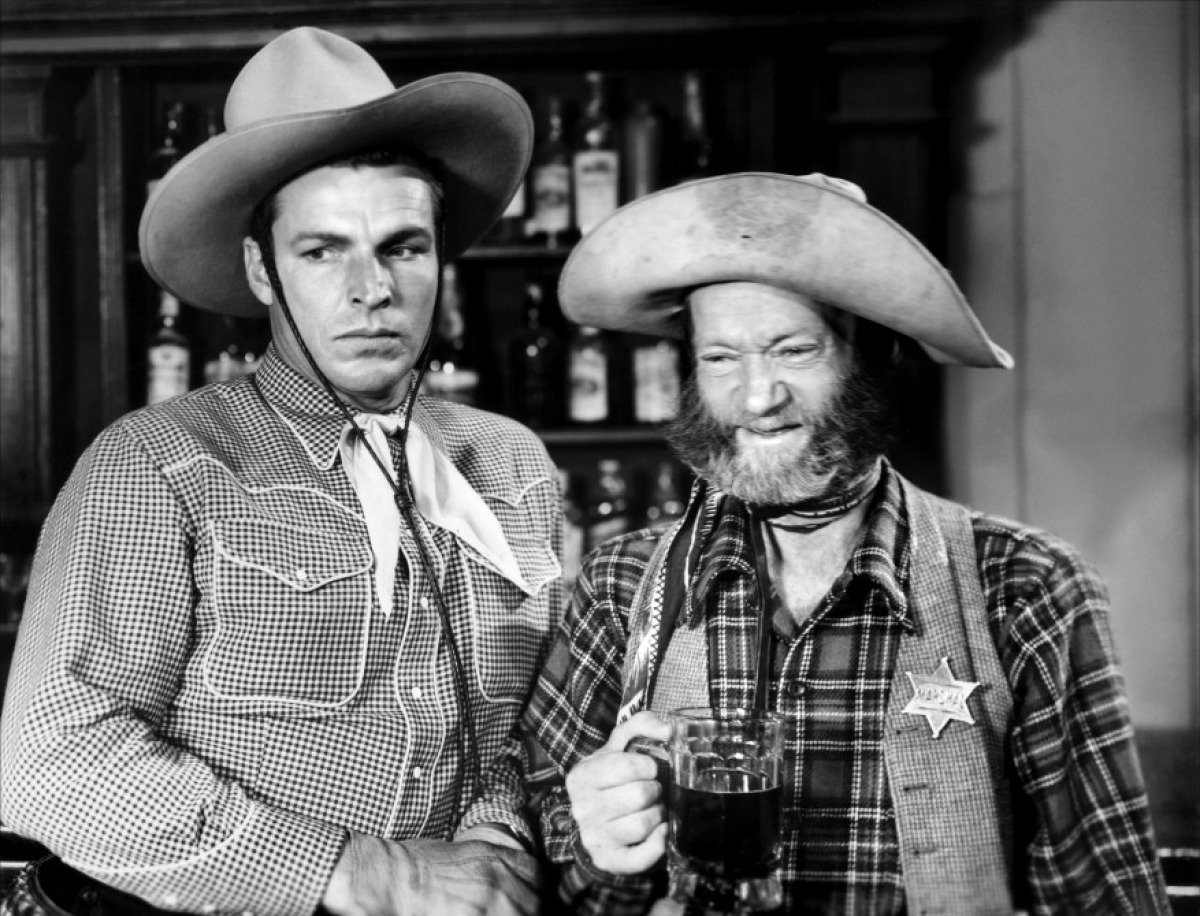
Buster Crabbe et Al St. John dans Shadows of Death (1945).

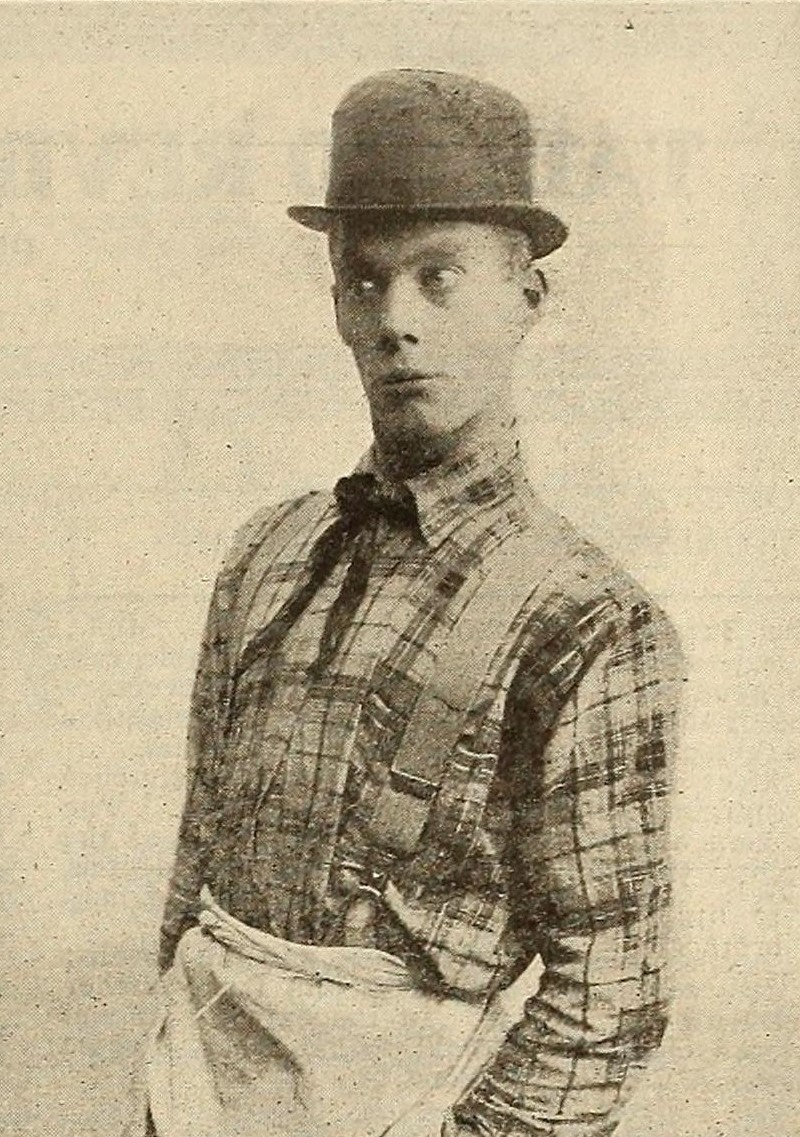
Al St. John en 1916.

### Comme acteur

#### Années 1910
- 1912 : Through Dumb Luck de Dell Henderson
- 1913 : The Jealous Waiter de Mack Sennett
- 1913 : The Deacon Outwitted (it) d'Henry Lehrman
- 1913 : Her Birthday Present (it) d'Henry Lehrman
- 1913 : A Landlord's Troubles (it) de Mack Sennett
- 1913 : A Doctored Affair (it) de Mack Sennett
- 1913 : A Deaf Burglar (it) de Mack Sennett
- 1913 : A Wife Wanted (en) d'Henry Otto
- 1913 : The Chief's Predicament de Mack Sennett
- 1913 : Murphy's I.O.U. d'Henry Lehrman
- 1913 : Bangville Police d'Henry Lehrman : Policeman
- 1913 : Le Jazz de Mabel (That Ragtime Band) de Mack Sennett
- 1913 : Algy on the Force d'Henry Lehrman
- 1913 : Their First Execution de Mack Sennett
- 1913 : Fatty et le Voleur (The Gangsters) de Mack Sennett
- 1913 : Barney Oldfield's Race for a Life de Mack Sennett
- 1913 : Passions, He Had Three d'Henry Lehrman
- 1913 : The Waiters' Picnic (en) de Mack Sennett
- 1913 : A Bandit de Mack Sennett
- 1913 : The Riot (en) de Mack Sennett
- 1913 : Their Husbands d'Henry Lehrman
- 1913 : Un mariage bien tranquille (en) (A Quiet Little Wedding) de Wilfred Lucas
- 1913 : Fatty policeman de George Nichols
- 1913 : Charlot boxeur (The Champion) de Charles Chaplin
- 1913 : He Would a Hunting Go (en) de George Nichols
- 1914 : La Course au voleur (A Thief Catcher) de Ford Sterling
- 1914 : A Misplaced Foot (en) de Wilfred Lucas
- 1914 : Bombs and Bangs de Roscoe « Fatty » Arbuckle
- 1914 : The Anglers
- 1914 : Les Bandits du village (In the Clutches of the Gang) de George Nichols
- 1914 : L'Étrange Aventure de Mabel (Mabel's Strange Predicament) de Mabel Normand : Bellboy
- 1914 : Charlot danseur (Tango Tangles) de Mack Sennett : Guest in Convict Costume
- 1914 : Charlot aime la patronne (The Star Boarder) de George Nichols : Boarder
- 1914 : The Passing of Izzy de George Nichols
- 1914 : Mabel au volant (Mabel at the Wheel) de Mabel Normand et Mack Sennett : Henchmen
- 1914 : The Darktown Belle d'Henry Lehrman
- 1914 : Finnigan's Bomb
- 1914 : A Fatal Flirtation de George Nichols
- 1914 : The Alarm de Roscoe Arbuckle
- 1914 : Our Country Cousin (en) de Dell Henderson
- 1914 : Charlot et Fatty dans le ring (The Knockout) de Charles Avery : Boxer, Pug's Rival
- 1914 : Charlot et les Saucisses (Mabel's Busy Day) de Mack Sennett : Policeman
- 1914 : Charlot et le Mannequin (Mabel's Married Life) de et avec Charlie Chaplin et Mabel Normand : Delivery Boy
- 1914 : Fatty coureur de dot (en) (Fatty and the Heiress) de Fatty Arbuckle
- 1914 : Fatty n'est pas veinard (en) (Fatty's Finish) de Fatty Arbuckle
- 1914 : Mabel's New Job (en) de Mabel Normand
- 1914 : Fatty aviateur (en) (The Sky Pirate) de Fatty Arbuckle
- 1914 : Soldiers of Misfortune
- 1914 : Those Country Kids (en) de Fatty Arbuckle
- 1914 : Fatty's Gift (en) de Fatty Arbuckle
- 1914 : The Rounders de Charlie Chaplin : Bellhop / Waiter
- 1914 : Charlot concierge (The New Janitor) de Charlie Chaplin : Elevator Boy
- 1914 : Lover's Luck (en) de Fatty Arbuckle : Fatty's Rival
- 1914 : He Loves the Ladies de Glen Cavender
- 1914 : Fatty's Debut (en) de Fatty Arbuckle
- 1914 : Hello, Mabel (en) de Mack Sennett : Man in lobby
- 1914 : The Angels
- 1914 : High Spots on Broadway de Rube Miller
- 1914 : Stout Hearts But Weak Knees de Mack Sennett
- 1914 : Shot in the Excitement de Rube Miller
- 1914 : His Talented Wife de Mack Sennett
- 1914 : Le Roman comique de Charlot et Lolotte (Tillie's Punctured Romance) de Mack Sennett : un serviteur chez Banks et policeman
- 1914 : How Heroes Are Made de Charles Parrott : Rôle inconnu
- 1914 : The Noise of Bombs de Mack Sennett
- 1914 : The Sea Nymphs de Fatty Arbuckle
- 1914 : Leading Lizzie Astray de Fatty Arbuckle : Cafe Patron
- 1914 : Fatty anarchiste (en) (Shotguns That Kick) de Fatty Arbuckle
- 1914 : Charlot nudiste (His Prehistoric Past) de et avec Charlie Chaplin : Caveman
- 1914 : Monsieur Petitpont plombier (The Plumber) de Dell Henderson
- 1914 : La Culotte magique de Fatty (Fatty’s Magic Pants) de Roscoe Arbuckle : invité de la soirée
- 1914 : Wild West Love
- 1915 : Mabel épouse Fatty (Mabel, Fatty and the Law) de Roscoe Arbuckle
- 1915 : Fatty et Mabel se marient (en) : policier
- 1915 : Droppington's Family Tree de Walter Wright : Maître d'hôtel
- 1915 : Hushing the Scandal de Walter Wright
- 1915 : Mabel and Fatty's Simple Life (en) : The Squire's son
- 1915 : Le Neveu de Fatty (en) : policier
- 1915 : A Bird's a Bird de Walter Wright : Pa
- 1915 : Hogan's Romance Upset (en) de Charles Avery
- 1915 : A Lucky Leap
- 1915 : Beating Hearts and Carpets
- 1915 : Fatty's Faithful Fido (en) : un rival
- 1915 : Fatty et Mabel à l'opéra (en) de Roscoe Arbuckle
- 1915 : When Love Took Wings (en) : Hank Perkins
- 1915 : La Volonté de Mabel (Mabel's Wilful Way) de Mack Sennett
- 1915 : Crossed Love and Swords
- 1915 : Those Bitter Sweets (it)
- 1915 : A Home Breaking Hound
- 1915 : Fatty's Plucky Pup (en) de Roscoe Arbuckle : Dog catcher
- 1915 : Dirty Work in a Laundry (en) de Ford Sterling
- 1915 : Our Dare Devil Chief : membre de gang
- 1915 : Fickle Fatty's Fall de Fatty Arbuckle
- 1915 : A Village Scandal (en) de Fatty Arbuckle
- 1915 : Fatty and the Broadway Stars de Fatty Arbuckle
- 1916 : Fatty et Mabel à la mer (Fatty and Mabel Adrift) de Fatty Arbuckle : le fils de Hiram Perkins
- 1916 : Le Cauchemar de Fatty (He Did and He Didn't) de Roscoe Arbuckle : Acrobatic burglar
- 1916 : Bright Lights (en) de Fatty Arbuckle
- 1916 : His Wife's Mistakes (en) de Fatty Arbuckle
- 1916 : The Other Man de Fatty Arbuckle
- 1916 : The Moonshiners (en) de Fatty Arbuckle
- 1916 : The Waiters' Ball (en) de Fatty Arbuckle : le serveur
- 1916 : A Creampuff Romance (en) de Fatty Arbuckle
- 1916 : Bombs! de Frank Griffin : Bike Messenger
- 1916 : He Loved the Ladies d'Horace Davey
- 1917 : A Self-Made Hero de Ferris Hartman
- 1917 : The Stone Age de Ferris Hartman
- 1917 : Fatty Boucher (The Butcher Boy) de Roscoe Arbuckle : Alum
- 1917 : Fatty en bombe (A Reckless Romeo) de Roscoe Arbuckle : rival
- 1917 : Fatty chez lui (The Rough House) de Roscoe Arbuckle et Buster Keaton : cuisinier
- 1917 : La Noce de Fatty (His Wedding Night) de Roscoe Arbuckle : Rival Suitor
- 1917 : Fatty docteur (Oh Doctor!) de Roscoe Arbuckle : un joueur
- 1917 : Fatty à la fête foraine (Coney Island) de Roscoe Arbuckle : vieil ami de la femme de Fatty
- 1917 : Fatty m'assiste (A Country Hero) de Roscoe Arbuckle : City Gent
- 1918 : A Scrap of Paper de Roscoe Arbuckle : The Crown Prince
- 1918 : Fatty bistro (Out West) de Roscoe Arbuckle : Wild Bill Hickup
- 1918 : Fatty groom (The Bell Boy) de Roscoe Arbuckle : Desk Clerk
- 1918 : La Mission de Fatty (Moonshine) de Roscoe Arbuckle : Mountain Man
- 1918 : Fatty à la clinique (Good Night, Nurse!) de Roscoe Arbuckle : assistant du chirurgien
- 1918 : Fatty cuisinier (The Cook) de Roscoe Arbuckle : Holdup Man
- 1919 : Camping Out de Roscoe Arbuckle
- 1919 : The Pullman Porter de Roscoe Arbuckle
- 1919 : Fatty rival de Picratt (Love) de Roscoe Arbuckle : Al Clove/Picratt, rival de Fatty
- 1919 : Le Héros du désert (A Desert Hero) de Roscoe Arbuckle : The Bad Man
- 1919 : At the Old Stage Door d'Hal Roach
- 1919 : Fatty cabotin (Back Stage) de Roscoe Arbuckle : machiniste
- 1919 : Picratt express (Speed)

#### Années 1920
- 1920 : L'Épouvantail (The Scarecrow) de Buster Keaton et Edward F. Cline : le motocycliste
- 1921 : Malec champion de tir (The 'High Sign') de Buster Keaton et Edward F. Cline : l'homme au champ de tir
- 1921 : The Big Secret de Ferris Hartman
- 1921 : Ain't Love Grand?
- 1921 : Un garçon séduisant (The Hayseed) de Roscoe Arbuckle
- 1921 : Small Town Stuff
- 1921 : Fast and Furious de Gil Pratt
- 1921 : The Happy Pest de Ferris Hartman
- 1921 : Fool Days de Gil Pratt
- 1922 : Straight from the Farm de Gil Pratt
- 1922 : A Studio Rube de Gil Pratt
- 1922 : Special Delivery (en) de Fatty Arbuckle
- 1922 : The Village Sheik
- 1922 : All Wet
- 1922 : The City Chap (en) de Jerome Kern
- 1922 : Out of Place
- 1922 : The Alarm
- 1923 : Young and Dumb
- 1923 : The Salesman
- 1923 : The Author
- 1923 : A Tropical Romeo
- 1923 : The Tailor
- 1923 : Full Speed Ahead
- 1923 : Slow and Sure
- 1923 : Spring Fever
- 1924 : Highly Recommended
- 1924 : Be Yourself
- 1924 : Tendre Moitié (His Bitter Half) de Friz Freleng
- 1924 : Picratt en folie (His First Car) de Roscoe Arbuckle
- 1924 : Never Again
- 1924 : Stupid, But Brave (en) de William Goodrich
- 1924 : Le Jardin des plaisirs (The Garden of Weeds) de James Cruze : Nat Barlow
- 1924 : Lovemania
- 1925 : Rapid Transit
- 1925 : Red Pepper
- 1925 : The Iron Mule de William Goodrich : l'ingénieur
- 1925 : Fare, Please
- 1925 : Curses! (en) de William Goodrich et Grover Jones : Buttonshoe Bill
- 1925 : Dumb and Daffy
- 1925 : Fair Warning
- 1925 : Fire Away
- 1926 : Rain and Shine
- 1926 : The Live Agent
- 1926 : A Punch in the Nose
- 1926 : Live Cowards
- 1926 : His Taking Ways
- 1926 : Service
- 1926 : Hold Your Hat
- 1926 : Sky Bound
- 1926 : Who Hit Me?
- 1926 : Flaming Romance
- 1927 : High Sea Blues
- 1927 : Listen Lena (en) de Clem Beauchamp
- 1927 : Hot Lightning
- 1927 : Roped In
- 1927 : Jungle Heat
- 1927 : No Cheating
- 1927 : High Spots
- 1927 : American Beauty : Serveur
- 1927 : The Stunt Man : Second-unit director
- 1927 : Casey Jones : Jock MacTavish
- 1928 : Racing Mad
- 1928 : Hello Cheyenne : Zip Coon
- 1928 : Painted Post (en) d'Eugene Forde : Joe Nimble
- 1928 : Call Your Shots
- 1928 : Hot or Cold
- 1929 : Smart Steppers
- 1929 : Hot Times
- 1929 : Elle s'en va-t-en guerre (She Goes to War) de Sam Newfield : Bill
- 1929 : La Danse de la vie (The Dance of Life) de John Cromwell et A. Edward Sutherland : Bozo

#### Années 1940
- 1940 : Murder on the Yukon (en) : Bill Smithers
- 1940 : Billy the Kid Outlawed (en) de Sam Newfield : Fuzzy Jones
- 1940 : Marked Men de Sam Newfield : Gimpy, a thug
- 1940 : Billy the Kid in Texas : Fuzzy Jones
- 1940 : Li'l Abner d'Albert S. Rogell : Joe Smithpan
- 1940 : Friendly Neighbors (en) de Nick Grinde : Smokey
- 1940 : Texas Terrors de George Sherman : Frosty Larson
- 1940 : Billy the Kid's Gun Justice : Fuzzy
- 1941 : The Lone Rider Rides On (en) de Sam Newfield : Fuzzy Jones
- 1941 : Billy the Kid's Range War : Fuzzy Jones
- 1941 : The Lone Rider Crosses the Rio (en) de Sam Newfield : Fuzzy Jones
- 1941 : Billy the Kid's Fighting Pals : Fuzzy
- 1941 : The Lone Rider in Ghost Town (en) de Sam Newfield : Fuzzy Jones
- 1941 : Billy the Kid in Santa Fe : Fuzzy Jones
- 1941 : The Lone Rider in Frontier Fury (en) de Sam Newfield : Fuzzy
- 1941 : The Lone Rider Ambushed (en) de Sam Newfield : Fuzzy
- 1941 : The Apache Kid de George Sherman : Stage guard Dangle
- 1941 : Billy the Kid Wanted : Fuzzy Jones
- 1941 : The Lone Rider Fights Back (en) de Sam Newfield : Fuzzy Jones
- 1941 : A Missouri Outlaw de George Sherman : Dan Willoughby
- 1941 : Billy the Kid's Round-up : Fuzzy Jones
- 1942 : Arizona Terrors de George Sherman : Hardtack
- 1942 : The Lone Rider and the Bandit (en) de Sam Newfield : Fuzzy
- 1942 : La Vallée du soleil (Valley of the Sun) de George Marshall : Bearded Man Hurrying to Wedding
- 1942 : Billy the Kid Trapped : Fuzzy Jones
- 1942 : Stagecoach Express de George Sherman : Dusty Jenkins
- 1942 : The Lone Rider in Cheyenne (en) de Sam Newfield : Fuzzy Jones
- 1942 : Jesse James, Jr. de George Sherman : 'Pop' Sawyer
- 1942 : Billy the Kid's Smoking Guns : Fuzzy Jones
- 1942 : The Lone Rider in Texas Justice (en) de Sam Newfield : Fuzzy Jones
- 1942 : Law and Order (en) de Sam Newfield : Fuzzy Jones
- 1942 : Sheriff of Sage Valley (en) de Sam Newfield : Fuzzy
- 1942 : Prairie Pals (en) de Sam Newfield : Hank Stoner
- 1942 : Border Roundup (en) de Sam Newfield : Fuzzy Jones
- 1942 : Along the Sundown Trail : Lawyer Crandall
- 1942 : Overland Stagecoach (en) de Sam Newfield : Fuzzy Jones
- 1942 : The Mysterious Rider (en) de Sam Newfield : Fuzzy Jones
- 1942 : Outlaws of Boulder Pass (en) de Sam Newfield : Fuzzy Jones
- 1943 : The Kid Rides Again (en) de Sam Newfield : Fuzzy Jones
- 1943 : Créature du diable (Dead Men Walk) : Man who finds Kate's body
- 1943 : Wild Horse Rustlers (en) de Sam Newfield : Fuzzy Q. Jones
- 1943 : Fugitive of the Plains (en) de Sam Newfield : Fuzzy Jones
- 1943 : My Son, the Hero (it) de Duccio Tessari : Gus the Night Clerk
- 1943 : Death Rides the Plains (en) de Sam Newfield : Fuzzy Jones
- 1943 : Western Cyclone (en) de Samuel Neufeld : Fuzzy Q. Jones
- 1943 : Wolves of the Range (en) de Sam Newfield : Fuzzy Q. Jones
- 1943 : Law of the Saddle (en) de Melville De Lay : Fuzzy Jones
- 1943 : Panique au Far-West (en) (Cattle Stampede) de Sam Newfield : Fuzzy Jones
- 1943 : The Renegade : Fuzzy Jones
- 1943 : Blazing Frontier : Fuzzy Q. Jones
- 1943 : Raiders of Red Gap (en) de Sam Newfield : Fuzzy Q. Jones
- 1943 : Devil Riders (en) de Sam Newfield : Fuzzy Q. Jones
- 1944 : Thundering Gun Slingers (en) de Sam Newfield : Fuzzy Q. « Doc » Jones
- 1944 : Frontier Outlaws (en) de Sam Newfield : Fuzzy Jones
- 1944 : Valley of Vengeance (en) de Sam Newfield : Fuzzy Jones
- 1944 : The Drifter (en) de Sam Newfield : Fuzzy Q. Jones
- 1944 : Fuzzy Settles Down (en) de Sam Newfield : Fuzzy Jones
- 1944 : Wild Horse Phantom (en) de Sam Newfield : Fuzzy Jones
- 1944 : I'm from Arkansas (en) de Lew Landers
- 1944 : Oath of Vengeance (en) de Sam Newfield : Fuzzy Q. Jones
- 1945 : Lightning Raiders (en) de Sam Newfield : Fuzzy Jones
- 1945 : His Brother's Ghost (en) de Sam Newfield : Jonathan « Fuzzy » Q. Jones / Andy Jones
- 1945 : Shadows of Death (en) de Sam Newfield : Fuzzy Q. Jones
- 1945 : The Gangster's Den (en) de Sam Newfield : Fuzzy Jones
- 1945 : Stagecoach Outlaws (en) de Sam Newfield : Fuzzy Jones
- 1945 : Rustler's Hideout (en) de Sam Newfield : Fuzzy Jones
- 1945 : Border Badmen : Fuzzy Q. Jones
- 1945 : Fighting Bill Carson (en) de Sam Newfield : Fuzzy Q. Jones
- 1945 : Prairie Rustlers (en) de Sam Newfield : Deputy Fuzzy Jones
- 1946 : Gentlemen with Guns (en) de Sam Newfield : Fuzzy Q. Jones
- 1946 : Terrors on Horseback (en) de Sam Newfield : Fuzzy Q. Jones
- 1946 : Ghost of Hidden Valley (en) de Sam Newfield : Fuzzy Q. Jones
- 1946 : Prairie Badmen (en) de Sam Newfield : Fuzzy Jones
- 1946 : Overland Riders (en) de Sam Newfield : Fuzzy Jones
- 1946 : Outlaws of the Plains (en) de Sam Newfield : Fuzzy Q. Jones
- 1946 : My Dog Shep (en) de Ford Beebe : Deputy Sheriff
- 1947 : Law of the Lash (en) de Ray Taylor : Fuzzy Q. Jones
- 1947 : Border Feud (en) de Ray Taylor : Fuzzy Q. Jones
- 1947 : Pioneer Justice (en) de Ray Taylor : Fuzzy
- 1947 : Ghost Town Renegades (en) de Ray Taylor : Fuzzy Jones
- 1947 : Stage to Mesa City (en) de Ray Taylor : Deputy Fuzzy Jones
- 1947 : Return of the Lash (en) de Ray Taylor : Fuzzy Q. Jones
- 1947 : The Fighting Vigilantes (en) de Ray Taylor : Fuzzy Jones
- 1947 : Cheyenne Takes Over (en) de Ray Taylor : Fuzzy
- 1948 : Dead Man's Gold (en) de Ray Taylor : Fuzzy Q. Jones
- 1948 : Mark of the Lash (en) de Ray Taylor : Fuzzy Jones
- 1948 : Frontier Revenge (en) de Ray Taylor : Fuzzy Q. Jones
- 1949 : Outlaw Country (en) de Ray Taylor : Fuzzy Q. Jones
- 1949 : Son of Billy the Kid (en) de Ray Taylor : Fuzzy
- 1949 : Son of a Badman (en) de Ray Taylor : Fuzzy Q. Jones

#### Années 1950
- 1950 : The Daltons' Women (en) de Thomas Carr : Fuzzy Q. Jones
- 1950 : King of the Bullwhip (en) de Ron Ormond : Deputy Fuzzy Q. Jones
- 1951 : The Thundering Trail (en) de Ron Ormond : Fuzzy Q. Jones
- 1951 : The Vanishing Outpost (en) de Ron Ormond : Fuzzy Q. Jones
- 1952 : The Frontier Phantom (en) de Ron Ormond : Fuzzy Q. Jones
- 1952 : The Black Lash (en) de Ron Ormond : Fuzzy Q. Jones
- 1953 : Lash of the West (en) (série TV) de Lash LaRue : Fuzzy Q. Jones

### Comme réalisateur
- 1919 : Picratt express (Speed)
- 1921 : Small Town Stuff
- 1922 : Straight from the Farm
- 1922 : The Village Sheik
- 1922 : All Wet
- 1922 : The City Chap
- 1922 : Out of Place
- 1922 : The Alarm
- 1923 : Young and Dumb
- 1923 : The Salesman
- 1923 : The Author
- 1923 : A Tropical Romeo
- 1923 : The Tailor
- 1923 : Full Speed Ahead
- 1923 : Slow and Sure
- 1924 : Highly Recommended
- 1924 : Be Yourself
- 1924 : His Bitter Half
- 1924 : His First Car
- 1924 : Never Again
- 1924 : Lovemania
- 1926 : Service

### Comme scénariste
- 1919 : Speed
- 1928 : Cours, ma fille (Run, Girl, Run) d'Alfred J. Goulding